# Panský diel (přírodní památka)
Panský diel je přírodní památka v bratislavské městské části Podunajské Biskupice. Nachází se v okrese Bratislava II v Bratislavském kraji. Území bylo vyhlášeno v roce 1990 a jeho rozloha je 15,6 hektaru. Předmětem ochrany je zachovalá lesostep s výskytem kriticky ohrožených druhů rostlin jako je vstavač štěničný (Anacamptis coriophora) nebo vstavač kukačka (Orchis morio).